# Rhipidia (Rhipidia) ingenua
Rhipidia (Rhipidia) ingenua is een tweevleugelige uit de familie steltmuggen (Limoniidae). De soort komt voor in het Neotropisch gebied.